# Claudio Salinas Ponce
Claudio Andrés Salinas Ponce (Valparaíso, Chile, 24 de abril de 1976) es un exfutbolista chileno que jugó como defensa, destacando sus pasos por Everton y Colo-Colo.

## Trayectoria
Hijo de Manuel Salinas, exjugador de Santiago Wanderers, quien lo apodó Cuchara, por su parecido a un conocido payaso de la zona.
Se inició en el club Parroquial de Achupallas en Viña del Mar, desde donde emigró a la cantera de Everton en 1991 por solo treinta mil pesos.  
Pese a iniciarse como volante de creación, el DT Leonardo Véliz los transformó en defensor central. Participó de convocatorias a la Selección de fútbol sub-17 de Chile en 1992. Debutó en el equipo viñamarino en 1993 con solo 17 años de edad, convirtiéndose rápidamente en titular e incluso ocupando la capitanía del equipo. Pese a vivir el descenso del club en 1995, continuo perteneciendo al elenco ruletero hasta 1999, cuando sus actuaciones provocan que sea traspasado a Colo-Colo.
En el club popular el defensor tuvo un aceptable rendimiento, pese a una lesión al inicio de su periplo en Pedrero. Permaneció en el club durante 2000 y 2001.
En 2006 estuvo en el club brasileño Vasco da Gama, donde compartió con su compatriota Frank Lobos y con la estrella mundial Romario. Estuvieron un mes en el conjunto carioca, tras ser desechado por el entrenador Renato Gaúcho.
En la actualidad dirige la Escuela de fútbol de Colo-Colo en Quillota y Valparaíso.

## Clubes

### Como jugador
| Club                  | País   | Año       |
| --------------------- | ------ | --------- |
| Everton               | Chile  | 1994-1999 |
| Colo-Colo             | Chile  | 2000-2001 |
| Everton               | Chile  | 2002-2003 |
| Santiago Wanderers    | Chile  | 2003      |
| Edmonton Aviators     | Canadá | 2004      |
| Deportes Puerto Montt | Chile  | 2004      |
| Unión La Calera       | Chile  | 2005      |
| Vasco da Gama         | Brasil | 2006      |
| San Luis de Quillota  | Chile  | 2008      |
| Santiago Wanderers    | Chile  | 2009      |

### Como entrenador
| Club               | País  | Año  |
| ------------------ | ----- | ---- |
| Rangers (Interino) | Chile | 2014 |